# 厚東川ダム
厚東川ダム（ことうがわダム）は、二級河川厚東川水系厚東川本川の中流、山口県宇部市木田に建設されたダムである。
厚東川水系の本流である厚東川と、支流の大田川の合流点に建設された、堤高38.8mの重力式コンクリートダム。河川総合開発事業によって建設されたダムとしては初期の事例であり、日本においては向道ダム（錦川）・二級ダム（黒瀬川）・沖浦ダム（浅瀬石川）・相模ダム（相模川）に次いで5番目に完成した歴史のある都道府県営ダムである。貯水池の名前は小野湖（おのこ）と呼ばれる（後述）。

## 沿革
厚東川は、宇部地域の水源として昔から重要な役割を果たしていたが、1939年（昭和14年）に西日本一帯が大規模な旱魃（かんばつ）に見舞われ、厚東川流域においても深刻な被害をもたらした。このため、厚東川流域に安定した農業用水を供給する必要に迫られ、山口県によって恒久対策事業として計画されたのが厚東川ダムである。だが、UBE・小野田セメントなどを擁し、重化学工業地帯として栄えてきた宇部都市圏（宇部・小野田地域）における工業用水の安定供給のために、水源の確保の必要性も叫ばれた。
こうした経緯から、山口県は、河川を総合的に開発して地域開発に寄与するという河川総合開発事業（当時は河水統制事業と呼ばれた）を、青森県と並んで全国に先駆けて計画。第一期錦川総合開発事業（向道ダム・周南市）、木屋川総合開発事業（木屋川ダム・下関市）に続き厚東川総合開発事業を1940年（昭和15年）に計画し、治水計画も加えた多目的ダムとしてダム工事に着手した。当初は1943年（昭和18年）の完成を予定していたが、戦局の悪化により資材が枯渇、一時工事が中断した。
戦後宇部興産による資金援助を受けるために、宇部興産所有の厚東川発電所による水力発電目的を付加した。ダムの総工費は当時の金額で約2億200万円であったが、この内発電事業費とは別に発電専用費として約9,200万円が計上されており、その大半は宇部興産より拠出されたものである。これにより1948年（昭和23年）5月にダム工事は再開され1949年（昭和24年）に本体は竣工、最終的に全ての事業が完成したのは1950年（昭和25年）3月である。ちなみに、戦前に着手したダムが完成を前に一時中断を余儀なくされたのは、近隣の木屋川ダムでも起きた話である。
完成当初は佐波川ダム（佐波川・山口市）や木屋川ダムと共に県内でも有数の規模を誇るダムであったが、その後の高度経済成長に伴い水需要が逼迫した。しかし、地形的に堤体の嵩上げなどダム再開発事業による容量の拡大が困難な場所にあることから、厚東川ダム単体での再開発を断念。新たに隣接地に利水目的に限定した宇部丸山ダムを建設し、両ダムの間に連絡水路を設けて連携運用を行っている。
2021年8月14日の集中豪雨（令和3年8月の大雨）時には、水位上昇が見られたため、異常洪水時防災操作（特例操作）が行われた。

## 目的

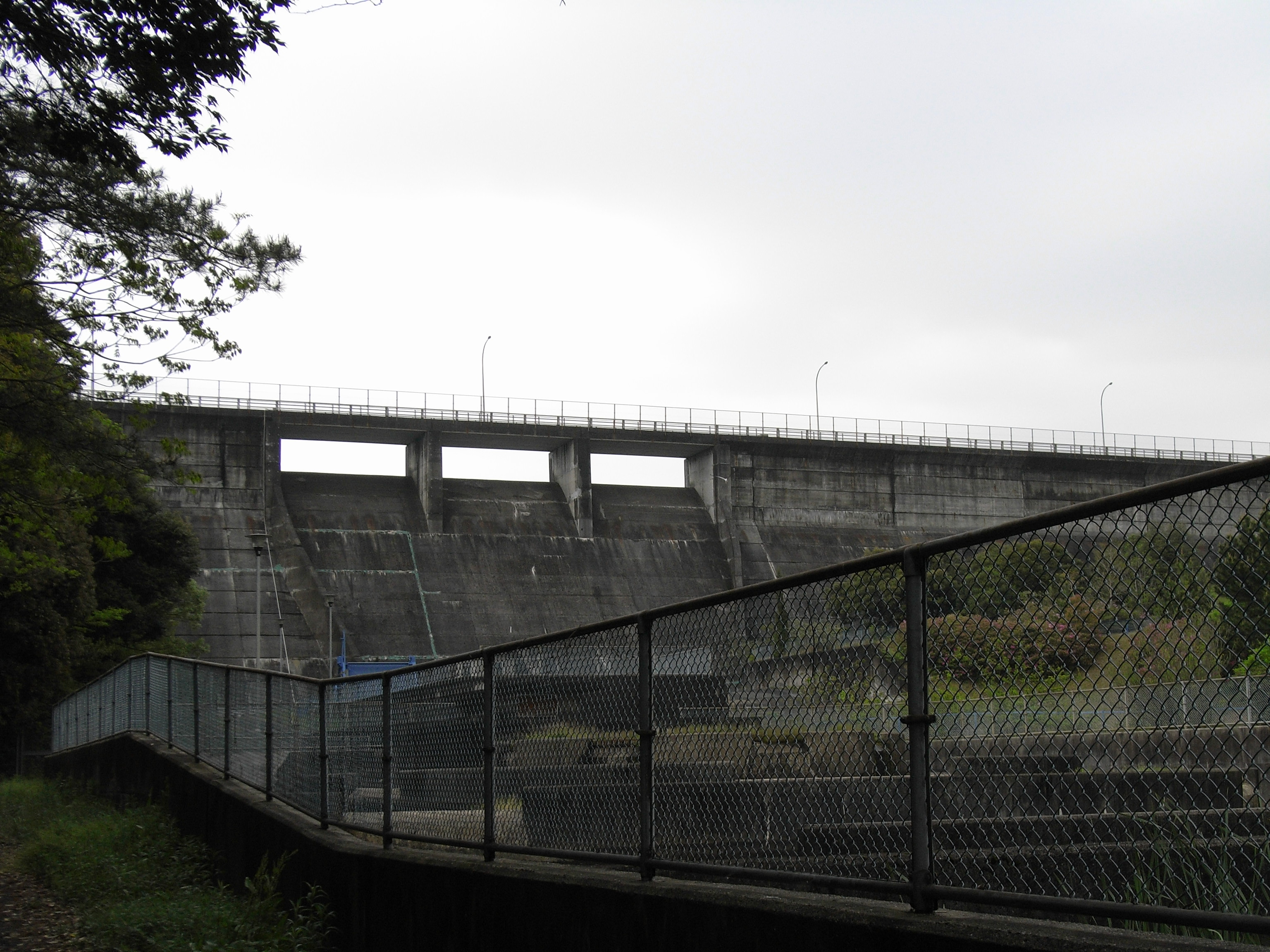
宇部丸山ダム（薬師川）。厚東川ダムの水はここで貯水され、宇部市の工業地域に供給される。

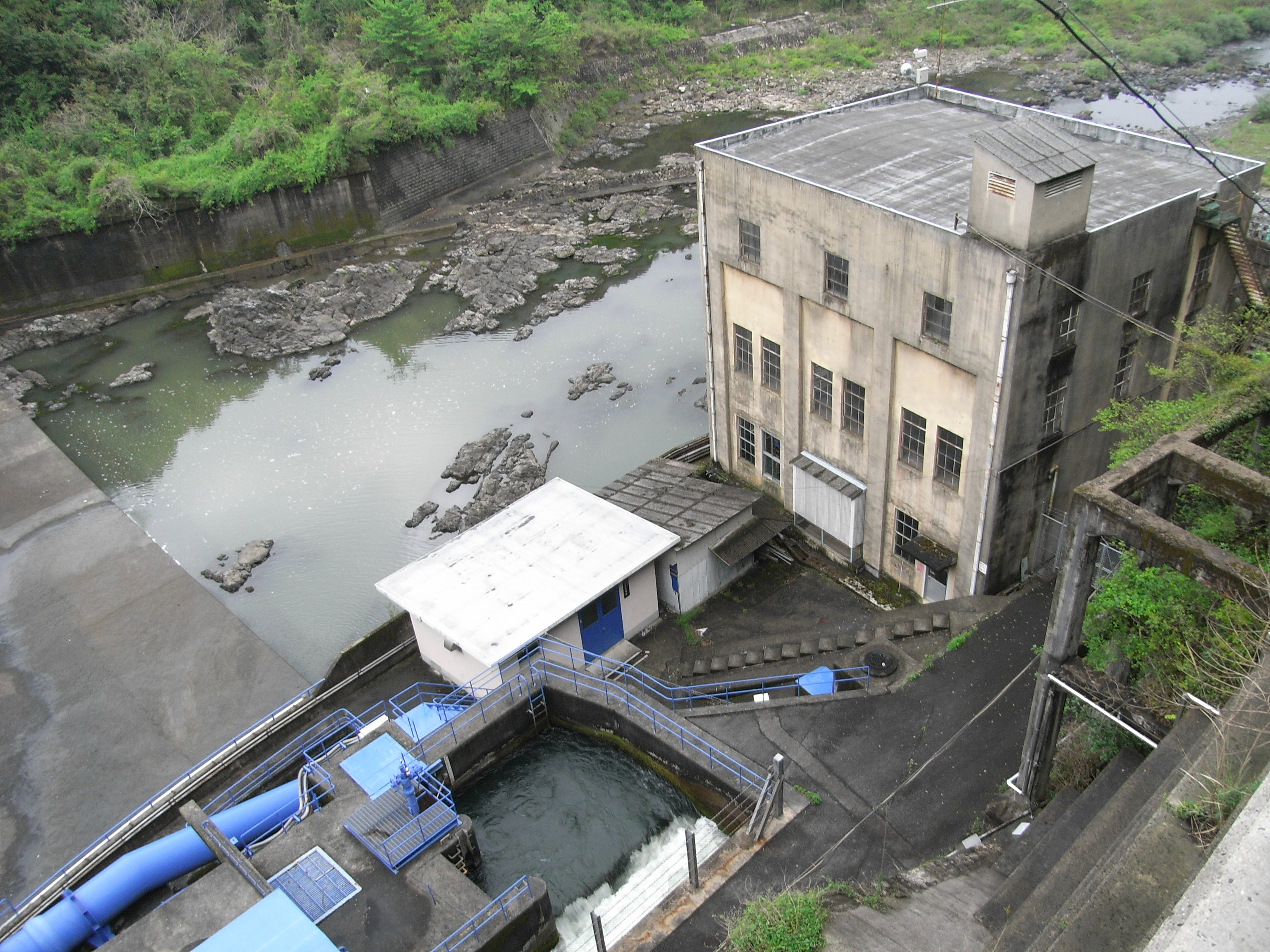
ダム右岸の河川施設群。UBE厚東川発電所（右）・山口県企業局二俣瀬発電所（中）・厚東川工業用水道（左）

厚東川ダムは厚東川の治水、宇部市や山陽小野田市への利水を目的とした多目的ダムであり、宇部・山陽小野田両市の貴重な水がめである。
まず治水目的であるが、洪水調節については厚東川大橋地点において計画高水流量（計画された限界の洪水流量。大体は過去最悪の洪水を基準に算出される）を毎秒1,770トンから毎秒1,470トンに抑制（毎秒300トンの洪水をカット）させる。また、厚東川流域における慣行水利権分の農業用水を毎秒2.768トン補給する不特定利水を供給する。
一方利水については宇部市と山陽小野田市に毎秒92,700トンの上水道を補給する他、山口県企業局が行う厚東川工業用水道事業の水源として宇部・山陽小野田両市の工業地帯へ日量251,000トンの工業用水道を供給する。厚東川工業用水道事業は、現在は隣接する宇部丸山ダム（厚東川水系薬師川）との連携と水道施設の改良及び複線化（二条化）によって工業用水の安定供給を図っている。さらに厚東川沿岸の新規農地777haに対し最大で毎秒2.4トンのかんがい用水も補給する。宇部市、山陽小野田市の水道部局および民間企業間で、UBE渉外部長を長とする厚東川工業用水利用者協議会が組織され、調整業務にあたっている。
水力発電も行っているが、ダムに関連する水力発電所は2箇所存在する。1つはUBEが管理する厚東川発電所であり、窒素工場へ送電するための自家発電設備として1950年（昭和25年）2月15日に完成した。認可出力は4,000kW、年間発生電力量は12,156MWHである。民間企業が水力発電所を保有する例は王子製紙や日本軽金属など類例があるが、多目的ダムを利用した例は極めて少ない。一方、山口県企業局の管理する二俣瀬発電所は基本的に厚東川工業用水道の水量を利用したダム管理用の発電設備であり、認可出力も610kWとマイクロ水力発電並である。

## 小野湖

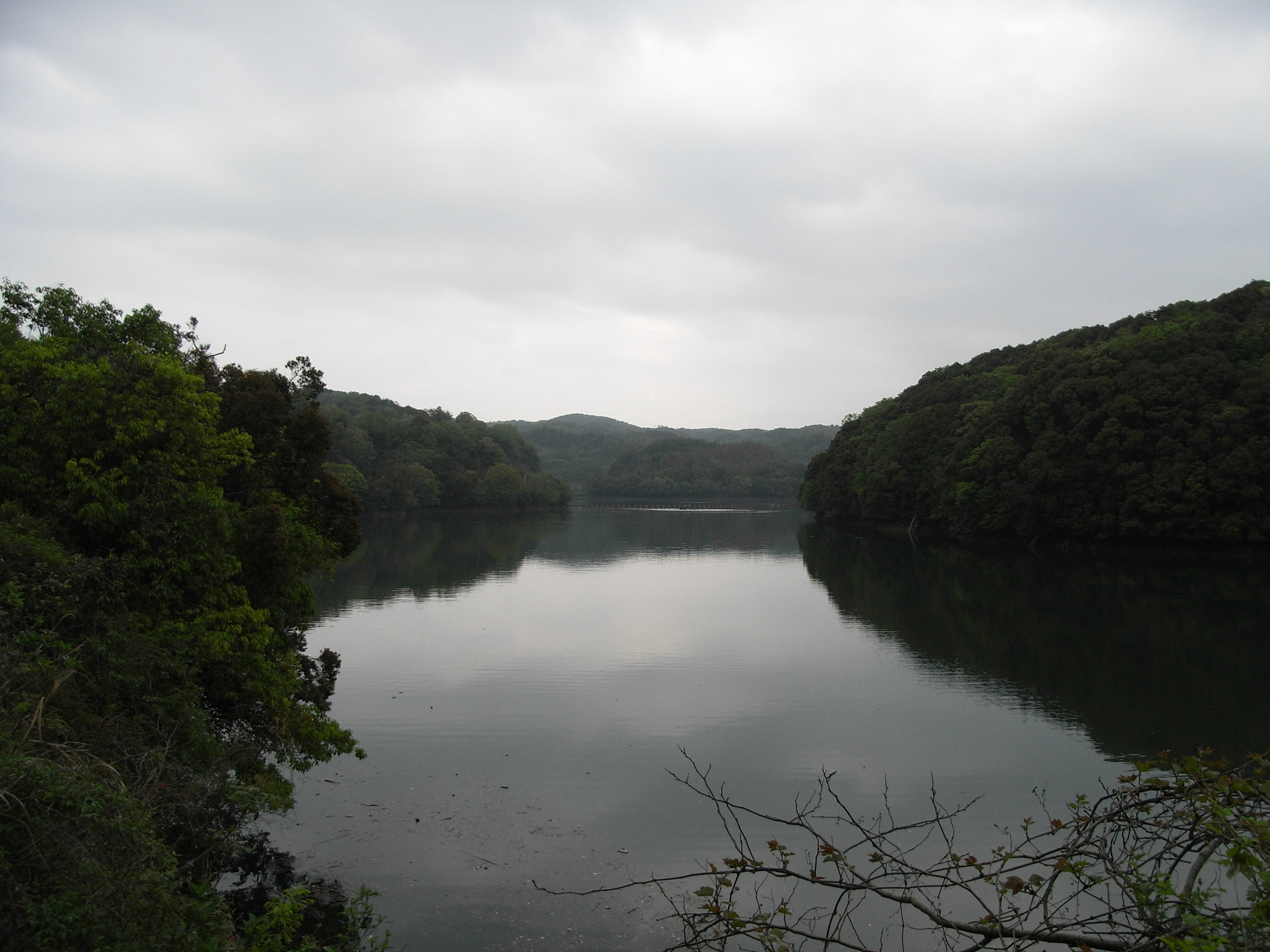
小野湖

厚東川ダムのダム湖は、水没した地域の旧村名である厚狭郡小野村にちなみ小野湖（おのこ）と名付けられた。水没補償に伴う移転家屋は169戸、買収用地は165.1haに上り、その多くが湖畔に位置する現在の宇部市小野地区に集団移転した。なお、この水没規模は、現在であれば水源地域対策特別措置法にまず間違いなく指定される規模であり、多目的ダム建設に伴う住民の集団移転事例としては初期の事例である。
小野湖の左岸を国道490号が通過し、萩市と宇部市を短絡するルートとして利用されている。小野湖の右岸は山口県道217号小野木田線が通過するが、幅員が狭く、交通困難な区間が多い。また、山口県道230号伊佐吉部山口線が小野大橋で小野湖を横断している。
小野湖はその湖面の広さ、さらには湖面へのアクセスのしやすさから釣り客が多く訪れる場所となっており、特にバスフィッシングに訪れる客が多い。湖畔には水産大学校小野臨湖実験実習場が設けられ、水産大学校生物生産学科の授業に使われている。また、ボート競技の練習場としても使われているほか、毎年夏には宇部市北部地区の活性化、厚東川及び中国自動車道を軸とした地域交流、連携の促進を目的として「小野湖交流ボート大会」が開催され、多くの参加者でにぎわう。
こうした地域における重要なレクリェーション施設として広く利用されることになった小野湖は2005年（平成17年）3月16日、宇部市の推薦を受けて財団法人ダム水源地環境整備センターのダム湖百選の1つに認定された。なお、宮崎県小林市の大淀川水系本庄川に建設された綾南ダム（あやみなみダム）の人造湖も小野湖と命名されている。